# Список дипломатических миссий Фиджи

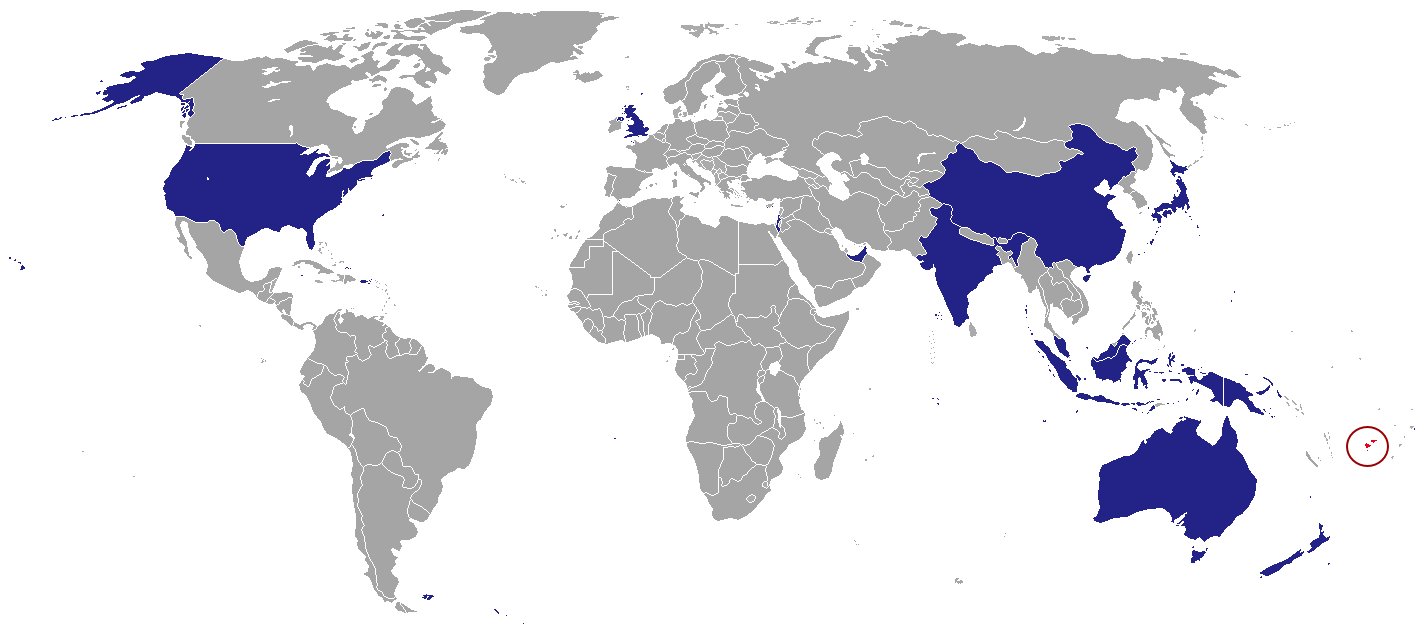
Дипломатические миссии Фиджи

Список дипломатических миссий Фиджи – перечень дипломатических миссий Фиджи в странах мира. Республика Фиджи имеет ряд представительств в государствах Европы, Азии, Ближнего Востока, Африки, Океании, Америки, а также в международных организациях. В настоящее время в мире функционируют более 51 посольств и представительств Фиджи.

## Посольства
| Страна           | Представительство | Тип                        |
| ---------------- | ----------------- | -------------------------- |
| Бразилия         | - Бразилиа        | Посольство                 |
| Бельгия          | - Брюссель        | Посольство                 |
| Индонезия        | - Джакарта        | Посольство                 |
| Китай            | - Пекин           | Посольство                 |
| ОАЭ              | - Абу-Даби        | Посольство                 |
| Республика Корея | - Сеул            | Посольство                 |
| США              | - Вашингтон       | Посольство                 |
| США              | - Лос-Анджелес    | Торговое представительство |
| Эфиопия          | - Аддис-Абеба     | Посольство                 |
| Япония           | - Токио           | Посольство                 |

## Высокие комиссии
| Страна               | Представительство | Тип              |
| -------------------- | ----------------- | ---------------- |
| Австралия            | - Канберра        | Высокая комиссия |
| Великобритания       | - Лондон          | Высокая комиссия |
| Индия                | - Нью-Дели        | Высокая комиссия |
| Малайзия             | - Куала-Лумпур    | Высокая комиссия |
| Новая Зеландия       | - Веллингтон      | Высокая комиссия |
| Папуа — Новая Гвинея | - Порт-Морсби     | Высокая комиссия |

## Генеральные консульства
| Страна    | Представительство | Тип                     |
| --------- | ----------------- | ----------------------- |
| Австралия | - Сидней          | Генеральное консульство |
| Китай     | - Шанхай          | Генеральное консульство |

## Международные организации
| Страна           | Представительство | Тип                               |
| ---------------- | ----------------- | --------------------------------- |
| Европейский союз | - Брюссель        | Дипломатическое представительство |
| ООН              | - Нью-Йорк        | Дипломатическое представительство |
| ООН              | - Женева          | Дипломатическое представительство |